# Adela
Adela – imię żeńskie pochodzenia germańskiego. Jest ono skróconą formą dwuczłonowych imion takich jak Adalberga, Adalgunda, Adelajda, Adelinda, tj. imion z pierwszym członem adal oznaczającym „szlachetny ród”, „szlachetny stan”. Skrócenie to powstało na gruncie języka francuskiego.
W Polsce imię Adela pojawiło się na skutek wpływów francuskich w XVIII w. W styczniu 2024 r. w rejestrze PESEL, wśród publicznie dostępnych danych dotyczących osób żyjących, wykazano 9597 kobiet o imieniu Adela nadanym jako imię pierwsze.
Adela imieniny obchodzi: 4 września, 23 listopada i 24 grudnia.

## Odpowiedniki w innych językach
- esperanto – Adela[3]

## Kobiety noszące imię Adela
- Adele – angielska piosenkarka
- Adela Dankowska – polska pilotka samolotowa i szybowcowa
- Adela Gleijer – argentyńska aktorka
- Adela Koziołkiewicz-Skrzypkowska – polska działaczka oświatowa
- Adela Mardosewicz – błogosławiona katolicka
- Adela Noriega – meksykańska aktorka
- Adela z Pfalzel – święta katolicka
- Adela z Szampanii – trzecia żona Ludwika VII

## Imię Adela w kulturze
- Tytułowa bohaterka czechosłowackiego filmu Adela jeszcze nie jadła kolacji w reżyserii Oldřicha Lipský'ego
- Adela – bohaterka opowiadań Brunona Schulza
- Trylogia husycka opowiada o przygodach młodego szlachcica Reynevana, starającego się odszukać i uratować swoją ukochaną – Adelę.